# Averara
Averara é uma comuna italiana da região da Lombardia, província de Bérgamo, com cerca de 202 habitantes. Estende-se por uma área de 10,58 km², tendo uma densidade populacional de 19 hab/km². Faz fronteira com Albaredo per San Marco (SO), Bema (SO), Gerola Alta (SO), Mezzoldo, Olmo al Brembo, Santa Brigida.

## Demografia
| Variação demográfica do município entre 1861 e 2011                               |
|                                                                                   |
| Fonte: Istituto Nazionale di Statistica (ISTAT) - Elaboração gráfica da Wikipedia |